# Мртвачке мрље
Мртвачке мрље (лат. Livores mortis) су једна од постморталних промене и знакова смрти, које настају спуштањем крви у доњи део тела, што узрокује црвенкасто љубичасту боју коже.

## Патологија
Мррвачке мрље настају у агонији када срце престане да ради, а циркулација крви се прекине, што има за последицу хипостазу крви у нижим деловима тела и таложење еритроцита, у крвној плазми под дејством гравитационе силе.
До промене боје долази због постморталне хемолизе која пребојава зидове крвних судова црвеном бојом. Ове промене се јављају на свим површинама коже изузев на оним које су изложене притиску од стране подлоге на којој лежи умрли, јер су у тим деловима тела капилари изложени притиску и због тога стиснути (предео лопатице, сакрума, бутина и пета).
Мртвачке мрље не настају само на спољашњим деловима тела, него се јављају и у унутрашњим органима, на слузокожама и серозним опнама.
Под дејством хладноће или тровања угљен-моноксидом мртвачке мрље имају светлоцрвену боју, услед постморталне истрошености кисеоника.

## Време настанка и значај
Патолог може да користи присуство или одсуство мртвачких мрља као средство за одређивање приближног времена смрти. Стварање мртвачких мрља почиње око 20 минута и траје до 3 сата након смрти. Притиском на мртвачке мрље оне се губе у првих 12 часова после смрти. Након 24 часа мртвачке мрље се не могу потиснути притиском прста, јер настаје постмортална хемолиза.
Форензичари такође могу на основу мртвачких мрља да утврде да ли је тело након смрти било померано (нпр, ако је тело нађено лицем окренуто према земљи, али је потамњивање присутно на леђима, истражитељи могу да закључе да је тело првобитно било окренуто лицем нагоре).
Присуство мртвачких мрља је такође знак да је особа мртва и да се не почиње са покушајима оживљавања, или да се исти прекине ако је започет.